# Kanskapitalisatie
Kanskapitalisatie is een statistisch verschijnsel dat zich voordoet wanneer een onderzoeker een reeks inferentiële toetsen uitvoert op basis van hetzelfde waarnemingsmateriaal. Het probleem bij kanskapitalisatie is dat het significantieniveau α (alfa) stijgt bij het uitvoeren van een reeks toetsen op dezelfde waarnemingen, en hoe waarschijnlijker het wordt dat een van de toetsen foutief een significant resultaat geeft.

## Praktijk
Een onderzoeker die een statistische toets uitvoert, kiest van tevoren een significantieniveau α. Binnen de Sociale wetenschappen is dit meestal 0,05. Binnen de natuurwetenschappen komen waarden voor alfa van 0,01 of 0,001 voor. Het getal α is de geaccepteerde kans op een fout van de eerste soort. Als een onderzoeker achtereenvolgens een reeks van {\displaystyle n} toetsen uitvoert, met steeds significantieniveau α, is de kans op enige fout van de eerst soort de complementaire kans dat bij geen van de toetsen een dergelijke fout optreedt, dus {\displaystyle 1-(1-\alpha )^{n}}. De waarde van deze kans loopt dan snel op, bijvoorbeeld is bij {\displaystyle n=10} en {\displaystyle \alpha =0{,}05} die kans al ongeveer 0,40. In ten minste 40% van de gevallen wordt een van de nulhypothesen dan ten onrechte verworpen.

## Correctiemethoden
Er zijn vele correctiemethoden voor kanskapitalisatie. Een bekende methode is de bonferronicorrectie. Hier wordt de oorspronkelijke α gedeeld door k, zodat het oorspronkelijke gekozen significantieniveau blijft gehandhaafd. Dit is een conservatieve methode: de daadwerkelijke verschillen moeten groot zijn voordat de methode ze aan zal merken als significant. Een uitbreiding hiervan is de Bonferroni-Holmprocedure Een liberale methode, die dus relatief snel significante resultaten geeft, is de Least Significant Difference-test (LSD) van Fisher. Andere methoden zijn de toets van Tukey (ook Tukey-Kramer method of Tukey's range test genoemd), de toets van Scheffé, en de student-newman-keulsprocedure.